# CHCHD4
CHCHD4 (англ. Coiled-coil-helix-coiled-coil-helix domain containing 4) — білок, який кодується однойменним геном, розташованим у людей на 3-й хромосомі. Довжина поліпептидного ланцюга білка становить 142 амінокислот, а молекулярна маса — 15 996.
| 10         |  | 20         |  | 30         |  | 40         |  | 50         |
| ---------- |  | ---------- |  | ---------- |  | ---------- |  | ---------- |
| MSYCRQEGKD |  | RIIFVTKEDH |  | ETPSSAELVA |  | DDPNDPYEEH |  | GLILPNGNIN |
| WNCPCLGGMA |  | SGPCGEQFKS |  | AFSCFHYSTE |  | EIKGSDCVDQ |  | FRAMQECMQK |
| YPDLYPQEDE |  | DEEEEREKKP |  | AEQAEETAPI |  | EATATKEEEG |  | SS         |

A: Аланін

C: Цистеїн

D: Аспарагінова кислота

E: Глутамінова кислота

F: Фенілаланін

G: Гліцин

H: Гістидин

I: Ізолейцин

K: Лізин

L: Лейцин

M: Метіонін

N: Аспарагін

P: Пролін

Q: Глутамін

R: Аргінін

S: Серин

T: Треонін

V: Валін

W: Триптофан

Кодований геном білок за функцією належить до оксидоредуктаз.
Задіяний у таких біологічних процесах, як транспорт, транспорт білків, транслокація, альтернативний сплайсинг.
Локалізований у мітохондрії.